# Zêdess
Zongo Seydou, dit Zêdess, est un auteur-compositeur-interprète burkinabè né le 17 mars 1966 à Aboisso (Côte d'Ivoire).

## Biographie

### Jeunesse et début de carrière
Zongo Seydou naît à Aboisso, Côte d'Ivoire, en 1966. Ses parents font partie du peuple Mossi. Ils se sont établis en Côte d'Ivoire, où ils ouvrent un atelier de couture. Ils vivent également de la récolte du café et du cacao. Scolarisé au lycée technique d'Abidjan (LTA), il est percussionniste et choriste au sein du groupe LTA Vibrations. En 1990, il enregistre sa première chanson, Mimi, avec l'orchestre de l'université de Ouagadougou où il étudie l'anglais. Le titre figure sur une compilation de l'orchestre,. En 1992, il autoproduit son premier album, Y'a plus de boulot, qu'il réalise grâce au home studio d'un ami. La cassette artisanale est distribuée à 500 exemplaires. Zongo Seydou devient enseignant dans un collège de la capitale. L'artiste adopte le nom de scène Zêdess, formé avec ses initiales,.

### Carrière musicale
En 1995, Zêdess prend un agent et enregistre Embouteillage, son 2e album, avec des musiciens confirmés. Ayant rencontré le succès auprès du public burkinabè, notamment avec le titre Ouaga sans char, il décide d'abandonner l'enseignement. Sa popularité va croissant en Afrique de l'Ouest depuis la sortie de l'album Où allons-nous ? et du titre Directeur voleur, diffusé par la station de radio Africa no 1,. Le chanteur est signé par le label Lusafrica. En 1997, il se produit pour la première fois en France. Le concert qu'il donne à Paris au Divan du Monde est diffusé sur CFI et TV5,. En 1999, il se produit à la Fiesta des Suds. L'album Accroche-toi est édité en 2000,.
Le chanteur s'établit à Bruxelles en 2001 et revient régulièrement à Ouagadougou pour y chercher l'inspiration,. L'un de ses titres, intitulé Cadeau empoisonné, figure sur la compilation Drop the Debt appelant à annuler la dette du tiers monde. Son album Sagesse africaine, enregistré avec la participation du groupe de reggae Massilia Sound System et des rappeurs belges de Starflam, sort en 2005. Zêdess tourne au Burkina-Faso et en Europe pour promouvoir le disque. L'artiste créé le Fredo, un festival de reggae qui se tient à Ouagadougou. Il est élevé au rang de Chevalier de l'ordre du Mérite du Burkina Faso en février 2005. Il se fait connaître en Europe durant la campagne présidentielle française de 2007 grâce au clip du morceau Un Hongrois chez les Gaulois. Visionné plus de 200 000 fois sur le web, il est notamment diffusé dans Le Grand Journal de Canal+. Le titre est intégré à Sagesse africaine par le label Lusafrica, qui édite l'album sur le marché français. Plusieurs artistes locaux, dont Daisy Franck, sont invités à prendre part à l'enregistrement de l'album Résistances, qui se déroule en partie au studio Abazon de Ouagadougou. Il est commercialisé en 2013,.

## Engagements
Zêdess apporte son soutien à l'association Handicap International et milite contre l'emploi des mines antipersonnel. Il évoque le sujet dans sa chanson La Guerre en temps de paix. Le chanteur est ambassadeur du Réseau national de lutte anti-corruption (REN-LAC), une ONG burkinabè. Il annonce sa candidature à l'élection présidentielle de 2015.

## Paroles et style musical
Les paroles de Zêdess abordent des sujets politiques et sociaux de façon sarcastique, à la manière d'autres artistes africains tels Donny Elwood et Meiway. Ses textes évoquent notamment la corruption, les abus de pouvoir, ou encore la prostitution étudiante,. Il critique le concept d'immigration choisie défendu en France par Nicolas Sarkozy,. Zêdess chante en français, en incluant dans ses textes des expressions tirées de l'argot de Ouagadougou, comme le mot « gamentaire » évoqué sur un titre de l'album Sagesse africaine, qui désigne une personne qui s'efforce de paraître riche. Il prend le contre pied de la sape, la mode mise en avant par les chanteurs de coupé-décalé. Il pratique le reggae, qu'il mêle à la musique mandingue,.